# Keep the Faith: The Videos
Keep the Faith: The Videos es el séptimo video de la banda Bon Jovi, editado en 1994. Contiene todos los videos musicales de su álbum Keep The Faith, con excepción de "Dry county". Incluye además entrevistas y un video exclusivo del tema "If I Was Your Mother". Estuvo disponible tanto en VHS como en Laserdisc.

## Lista de temas
1. "Keep The Faith"
2. "Bed Of Roses"
3. "In These Arms"
4. "If I Was Your Mother"
5. "I'll Sleep When I'm Dead"
6. "I Believe"
7. "I Wish Every Day Could Be Like Christmas"
8. "Cama De Rosas"
9. "Ballad Of Youth"
10. "Dyin' Ain't Much Of A Livin'"
11. "I'll Sleep When I'm Dead" (Acústico)

## Certificaciones
| País                  | Certificación | Ventas por certificado |
| --------------------- | ------------- | ---------------------- |
| Brasil (PMB)          | Oro           | 25.000                 |
| Estados Unidos (RIAA) | Oro           | 50.000                 |